# 西野吉則
西野 吉則（にしの よしのり）は、日本の光学技術者。北海道大学電子科学研究所光科学研究部門コヒーレント光研究分野教授。北海道大学グリーンナノテクノロジー研究センター センター長。

## 主な略歴
- 1991年3月 東京理科大学理学部物理学科卒業
- 1993年3月 大阪大学大学院理学研究科物理学専攻博士課程前期修了
- 1996年3月 大阪大学理学研究科物理学専攻博士課程後期修了
- 1996年4月 高輝度光科学研究センター職員（ - 2001年3月）
- 1998年5月 Deutsches Elektronen-Synchrotron客員研究員（ - 2000年7月）
- 2001年4月 理化学研究所研究員（ - 2010年3月）
- 2010年4月 北海道大学電子科学研究所教授

## 主な所属学会
- 日本物理学会
- 日本放射光学会など

## 著書
- 『放射光が解き明かす驚異のナノ世界　-魔法の光が拓く物質世界の可能性-』講談社、2011年。
- 『Synchrotron Radiation and Structural Proteomics　(Pan Stanford Series on Nanobiotechnology Vol.3)』Pan Stanford Publishing、2011。